# 石田竜輝
石田 竜輝（いしだ りゅうき、2003年4月11日 - ）は、日本で活動していた、元子役俳優。活動当時は劇団東俳の東京校に所属していた。

## 出演

### テレビ番組
- 徳光和夫の感動再会"逢いたい"（2009年、TBS） - 再現ドラマへの出演

### テレビドラマ
- 空飛ぶタイヤ（2009年3月29日、WOWOW）
- ママはニューハーフ（2009年4月6日 - 6月26日、テレビ東京） - 酒井ダイキ 役
- 白い春 第1話（2009年4月14日、関西テレビ） - 男の子 役
- シバトラ〜童顔刑事！史上最大の危機スペシャル〜（2009年5月9日、フジテレビ） - おにぎり（少年期） 役
- こちら葛飾区亀有公園前派出所 第6話（2009年9月12日、TBS） - 幸成（幼少期） 役
- インディゴの夜（2010年1月5日、東海テレビ） - 樹（幼少期） 役
- 100の資格を持つ女3 〜ふたりのバツイチ殺人捜査〜（2010年3月20日、朝日放送） - 平野翔太 役
- 明日の光をつかめ（2010年7月7日、東海テレビ）
- LADY〜最後の犯罪プロファイル〜 第4話（2011年1月28日、TBS） - 吉野博人 役
- 華和家の四姉妹 第9話（2011年9月4日、TBS） - 男の子 役
- 白戸修の事件簿 第1話（2012年1月27日、TBS） - 白戸修（幼少期） 役
- おふくろ先生の診療日記4 〜人はひとりじゃない! 伊豆・稲取編〜（2012年3月12日、毎日放送/TBS） - 男の子 役
- 金曜ロードSHOW特別ドラマ企画 家族、貸します 〜ファミリー・コンプレックス〜（2012年7月27日、日本テレビ） - 藤崎航 役
- 月曜ゴールデン 山岳刑事 日本百名山殺人事件（2012年8月20日、TBS） - 称名翔太 役
- 東野圭吾ミステリーズ 第9話「結婚報告」（2012年9月6日、フジテレビ） - バッグの男の子 役
- イロドリヒムラ 第5話（2012年11月12日、TBS） - いじめっ子 役
- 幸せの時間 第25話（2012年12月10日、東海テレビ） - 浅倉良介（少年期） 役
- でたらめヒーロー 第3話（2013年4月18日、読売テレビ） - 子供 役
- 月曜ゴールデン 税務調査官・窓際太郎の事件簿25（2013年7月15日、TBS） - 河原篤 役
- セーラー服と宇宙人（エイリアン）〜地球に残った最後の11人〜（2014年6月26日 - 8月21日、日本テレビ） - 八島雄介 役

### 映画
- 食堂かたつむり（2010年2月6日、東宝）
- 今日、恋をはじめます（2012年12月8日、東宝） - 長谷川西希（幼少期） 役

### 舞台
- 細雪（2010年1月2日 - 28日、明治座） - 秀雄 役

### 広告
- 劇団東俳「コメントリレー」篇
- 学研教室「わかるって楽しい」篇
- JX日鉱日石エネルギー ENEOS with your life「兄と弟」編（2012年）